# Transleitânia
Transleitânia (em alemão: Transleithanien) era um termo não oficial para a parte húngara da Áustria-Hungria, a monarquia dual criada em 1867 e dissolvida em 1918. As terras da Transleitânia também eram conhecidas como Terras da Coroa de Santo Estêvão.
O nome latino Transleitânia é derivado do rio Leitha, que dividia as duas partes do império ao meio. Do lado ocidental (de preponderância austríaca) encontrava-se a Cisleitânia e do lado oriental (de preponderância magiar) encontravam-as as terras húngaras do Império Austro-Húngaro. A Transleitânia consistia basicamente no Reino da Hungria (Magyar Királyság), no Reino da Croácia-Eslavônia, e no porto livre de Rijeka (Fiume).
Esta união às vezes é denominada "Archiregnum Hungaricum" ("Arco-Reino da Hungria"), de acordo com a terminologia latina medieval. De acordo com o Artigo 1 do Acordo Croata-Húngaro de 1868, este território foi oficialmente definido como "uma união estatal do Reino da Hungria e Reino Triuno da Croácia, Eslavônia e Dalmácia". Na verdade, a Dalmácia ficava fora das Terras da Coroa de Santo Estêvão e fazia parte da metade austríaca do Império, mas foi incluída no nome devido a uma longa campanha política em busca do reconhecimento do Reino Triuno, que consistia na Croácia, na Eslavônia e na Dalmácia unidas. As terras da coroa de Santo Estêvão se desintegraram após a dissolução da Áustria-Hungria.
Eles são distintos das Terras da Coroa Húngara, que constituíam parte das terras da coroa de Santo Estêvão.

## Termos
- em húngaro:  Szent István Koronájának Országai – Terras da coroa de Santo Estêvão, Szent Korona Országai – Terras da Coroa Sagrada, Magyar Korona Országai – Terras da coroa húngara, Magyar Szent Korona Országai – Terras da Santa Coroa Húngara
- em croata:  Zemlje Krune svetog Stjepana – Terras da Coroa de Santo Estêvão

Bandeira da Hungria

- em alemão:  Länder der heiligen ungarischen Stephanskrone – Terras da Santa Coroa Húngara de Santo Santo
- em tcheco/checo:  Země Koruny svatoštěpánské – Terras da Coroa de Santo Estêvão
- em eslovaco:  Krajiny Svätoštefanskej koruny – Terras da coroa de Santo Estêvão, Krajiny uhorskej koruny – Terras da coroa húngara
- em sérvio:  Земље круне Светoг Стефана – Terras da Coroa de Santo Estêvão
- em romeno:  Teritoriile Coroanei Sfântului Ștefan – Terras da Coroa de Santo Estêvão
- em ucraniano:  Землі корони Святого Стефана – Terras da Coroa de Santo Estêvão
- Rusyn – Terras da Coroa de Santo Estêvão
- em russo:  Земли короны Святого Иштвана – Terras da Coroa de Santo Estêvão

### Transleitânia
Transleitânia (em húngaro:  Lajtántúl, em alemão:  Transleithanien, em croata:  Translajtanija, em polonês/polaco:  Zalitawia, em tcheco/checo:  Zalitavsko, em eslovaco:  Zalitavsko) era um termo não oficial para as terras da coroa de Santo Estêvão.

Bandeira da Croácia-Eslavônia

O nome latino Transleithania se referia às partes do império "além" (trans) o rio Leitha (ou Lajta),
Como a maior parte de sua área fica a leste desse rio – ou "além" dele, do ponto de vista austríaco.
A Cisleitânia, as terras dos Habsburgos da Monarquia Dual que faziam parte do Sacro Império Romano com a Galiza e a Dalmácia, ficavam a oeste (deste lado) do rio Leitha.
O território alcançava desde o arco das montanhas dos Cárpatos, na atual Eslováquia, até a costa croata do mar Adriático. A capital da Transleitânia era Budapeste.

## Terras da coroa
Após o Compromisso Austro-Húngaro de 1867, a Transleitânia consistia no Reino da Hungria, incluindo a própria Hungria (que também incluía territórios do ex- Principado da Transilvânia (Erdélyi Fejedelemség) e da antiga Voivodia da Sérvia e do Banato de Temes), a auto-administração interna Reino da Croácia-Eslavônia e porto franco de Rijeka (Fiume). A fronteira militar estava sob administração separada até 1873-1882, quando foi abolida e incorporada na Hungria propriamente dita e no Reino da Croácia-Eslavônia.

### Reinos
- Reino da Hungria
- Reino da Croácia (até 1868)
- Reino da Eslavônia (até 1868)
- Reino da Croácia-Eslavônia (Desde 1868)

### Cidades Livres
- Cidade Livre de Fiume

### Condomínio
- Condomínio da Bósnia e Herzegovina (Governado conjuntamente pela Cisleitânia e Transleitânia)

## História

As terras da coroa de Santo Estêvão consistiam nos territórios do Reino da Hungria (16) e do Reino da Croácia-Eslavônia (17)

Mapa dos condados das terras da coroa de Santo Estêvão (Hungria propriamente dita e Croácia-Eslavônia)

O Compromisso de 1867, que criou a Monarquia Dual, deu ao governo húngaro mais controle de seus assuntos domésticos do que possuía em qualquer época desde a Batalha de Mohács (ver fig. 4). No entanto, o novo governo enfrentou graves problemas econômicos e a crescente inquietação das minorias étnicas. A Primeira Guerra Mundial levou à desintegração da Áustria-Hungria e, após a guerra, uma série de governos — incluindo um regime comunista — assumiu o poder em Buda e Peste (em 1872 as cidades de Buda e Peste se uniram para se tornar Budapeste).

### Quadro constitucional e jurídico
As terras da Transleitânia estavam sob o domínio do imperador austríaco Franz Joseph I como rei apostólico da Hungria e rei da Croácia e da Eslavônia. (Ele foi sucedido por seu bisavô Imperador Carlos I (rei Carlos IV) em 1916.)
Mais uma vez, um imperador dos Habsburgo tornou-se rei da Hungria, mas o compromisso limitou estritamente seu poder sobre os assuntos internos do país, e o governo húngaro assumiu o controle sobre seus assuntos internos. O governo húngaro consistia em um primeiro ministro e gabinete nomeados pelo imperador, mas responsáveis pela Dieta da Hungria, um parlamento bicameral eleito por uma franquia estreita. A Dieta foi convocada pelo Ministro Presidente Presidente Gyula Andrássy em 18 de fevereiro de 1867.
Os assuntos austro-húngaros conjuntos eram administrados através de ministérios "comuns" de assuntos externos, defesa e finanças. Os respectivos ministros eram responsáveis pelas delegações que representam parlamentos austríacos e húngaros separados. Embora o ministério "comum" de defesa administrasse os exércitos imperiais e reais, o imperador agia como seu comandante em chefe, e o alemão continuava sendo a língua de comando nas forças armadas como um todo. O compromisso designava que política comercial e monetária, tarifas, ferrovias e impostos indiretos eram preocupações "comuns" a serem negociadas a cada dez anos. O compromisso também devolveu a Transilvânia à jurisdição da Hungria.
Por insistência de Franz Joseph, a Hungria e a Croácia chegaram a um compromisso semelhante em 1868, o Nagodba, dando à Croácia um status especial nas Terras da Santa Coroa Húngara. De fato, essa metade da Áustria-Hungria foi oficialmente definida (art. 1) como "uma união estatal do Reino da Hungria e o Reino Triuno da Croácia, Eslavônia e Dalmácia". O acordo reconheceu a identidade distinta da Croácia e concedeu autonomia à Croácia sobre seus assuntos internos, exercida pelo Sabor (assembléia) do antigo Reino da Croácia. O Sabor ganhou autoridade parcial para legislar nas áreas de justiça, educação e assuntos religiosos e assuntos internos. Na prática, no entanto, essa autonomia era bastante limitada. O bano croata seria agora nomeado pelo primeiro ministro húngaro e nomeado pelo rei. As áreas de políticas comuns incluíam finanças, assuntos cambiais, política comercial, correios e ferrovias. O croata tornou-se o idioma oficial do governo croata, e os representantes croatas discutindo assuntos "comuns" antes da dieta húngara foram autorizados a falar croata.
A Transleitânia não tinha bandeira própria. De acordo com o Nagodba (art. 62 e 63), em todos os assuntos conjuntos da Croácia e da Hungria, os símbolos da Croácia e da Hungria tiveram que ser usados, respectivamente. Por exemplo, sempre que o Parlamento conjunto húngaro-croata realizou uma sessão, a bandeira croata e a bandeira húngara eram hasteadas no edifício do parlamento em Budapeste. Em Viena, em frente ao Palácio de Schönbrunn, uma bandeira preta e amarela foi hasteada para a Cisleitânia, mas as bandeiras croata e húngara foram hasteadas para a Transleitânia. Quando em 1915 foi lançado um novo pequeno brasão oficial da Áustria-Hungria, composto apenas pelos brasões austríacos e húngaros, o governo croata protestou, pois era uma violação do Nagodba. Viena respondeu rapidamente e incluiu o brasão croata.
A Lei das Nacionalidades promulgada em 1868 definiu a Hungria como uma nação húngara composta por diferentes nacionalidades cujos membros gozavam de direitos iguais em todas as áreas, exceto na língua. Embora os idiomas não húngaros pudessem ser usados no governo local, igrejas e escolas, o húngaro se tornou o idioma oficial do governo central e das universidades. Muitos húngaros consideraram o ato muito generoso, enquanto os líderes de grupos minoritários o rejeitaram como inadequado. Os eslovacos no norte da Hungria, os romenos na Transilvânia e os sérvios na Voivodina queriam mais autonomia, e a inquietação seguiu a passagem do ato. O governo não tomou outras medidas em relação às nacionalidades e o descontentamento fermentou.
O anti-semitismo apareceu na Hungria no início do século como resultado do medo da competição econômica. Em 1840, uma emancipação parcial dos judeus lhes permitiu viver em qualquer lugar, exceto em certas cidades mineiras deprimidas. A Lei de Emancipação Judaica de 1868 deu aos judeus igualdade perante a lei e eliminou efetivamente todos os impedimentos à sua participação na economia; no entanto, barreiras informais impediam os judeus de carreiras na política e na vida pública.

### Ascensão do Partido Liberal
Franz Joseph nomeou Gyula Andrássy — membro do partido de Ferenc Deák — primeiro ministro em 1867. Seu governo favoreceu fortemente o Compromisso Austro-Húngaro de 1867 e seguiu uma política econômica de laissez-faire. As guildas foram abolidas, os trabalhadores foram autorizados a negociar salários e o governo tentou melhorar a educação e construir estradas e ferrovias. Entre 1850 e 1875, as fazendas da Hungria prosperaram: os preços dos grãos estavam altos e as exportações triplicaram. Mas a economia da Hungria acumulou capital muito lentamente, e o governo dependia fortemente de créditos estrangeiros. Além disso, as burocracias nacionais e locais começaram a crescer imediatamente após a efetivação do compromisso. Logo o custo da burocracia ultrapassou as receitas tributárias do país e a dívida nacional disparou. Após uma crise econômica em meados da década de 1870, o partido de Deák sucumbiu às acusações de má gestão financeira e escândalo.
Como resultado desses problemas econômicos, o Partido Liberal de Kálmán Tisza, criado em 1875, ganhou poder em 1875. Tisza montou uma máquina política burocrática que mantinha o controle através da corrupção e manipulação de um sistema eleitoral lamentavelmente não representativo. Além disso, o governo de Tisza teve que suportar tanto nacionalidades insatisfeitas quanto húngaros, que consideravam Tisza muito submissa aos austríacos. Os liberais argumentaram que a dupla monarquia melhorou a posição econômica da Hungria e aumentou sua influência na política europeia.
O governo de Tisza aumentou impostos, equilibrou o orçamento vários anos depois de chegar ao poder e concluiu grandes projetos rodoviários, ferroviários e hidroviários. O comércio e a indústria se expandiram rapidamente. Depois de 1880, o governo abandonou suas políticas econômicas de laissez-faire e incentivou a indústria com empréstimos, subsídios, contratos governamentais, isenções fiscais e outras medidas. Entre 1890 e 1910, a proporção de húngaros empregados na indústria dobrou para 24,2%, enquanto a proporção dependente da agricultura caiu de 82% para 62%. No entanto, as décadas de 1880 e 1890 foram anos de depressão para os camponeses. O transporte ferroviário e a vapor forneceu aos agricultores norte-americanos acesso aos mercados europeus, e os preços dos grãos na Europa caíram 50%. Grandes proprietários de terras combateram a crise buscando proteção comercial e outros recursos políticos; os nobres inferiores, cujas fazendas fracassavam em grande número, buscavam posições na burocracia ainda crescente. Por outro lado, o campesinato recorreu à agricultura de subsistência e trabalhou como trabalhadores para ganhar dinheiro.

### Mudanças sociais
A população da Hungria aumentou de 13 a 20 milhões entre 1850 e 1910. Depois de 1867, a sociedade feudal da Hungria deu lugar a uma sociedade mais complexa que incluía magnatas, nobres inferiores, classe média, classe trabalhadora e camponeses. No entanto, os magnatas continuaram a exercer grande influência através de vários partidos conservadores, devido à sua enorme riqueza e posição dominante na câmara superior da dieta. Eles lutaram contra a modernização e buscaram laços mais estreitos com Viena e uma restauração da estrutura e instituições sociais tradicionais da Hungria, argumentando que a agricultura deveria continuar sendo a missão da nobreza. Eles ganharam proteção do mercado pelo restabelecimento de um sistema de implicação e também pressionaram pela restrição dos lucros da classe média e pela restauração do castigo corporal. A Igreja Católica Romana era um grande aliado dos magnatas.

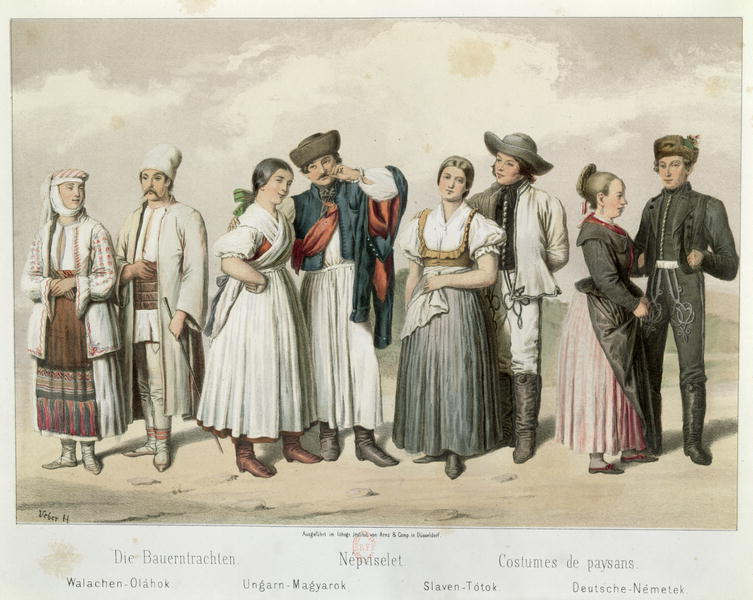
Trajes dos habitantes do Reino da Hungria: camponeses romenos, húngaros (magiares), eslovacos e alemães

Alguns proprietários de terras menos nobres sobreviveram à depressão agrária do final do século XIX e continuaram a agricultura. Muitos outros se voltaram para a burocracia ou para as profissões.
Em meados do século XIX, a classe média da Hungria consistia em um pequeno número de comerciantes e proprietários de oficinas alemãs e judias, que empregavam alguns artesãos. Na virada do século XX, no entanto, a classe média havia crescido em tamanho e complexidade e se tornado predominantemente judaica. Com efeito, os judeus criaram a economia moderna que apoiava a máquina burocrática de Tisza. Em troca, Tisza não apenas denunciou o anti-semitismo, mas também usou sua máquina política para controlar o crescimento de um partido anti-semita. Em 1896, seus sucessores aprovaram uma legislação que assegura a emancipação final dos judeus. Em 1910, cerca de 900.000 judeus compunham aproximadamente 5% da população e 23% da população da Hungria.[carece de fontes?]Os judeus representavam 54% dos empresários comerciais, 85% dos diretores e proprietários de instituições financeiras e 62% de todos os funcionários do comércio.[carece de fontes?]
A ascensão de uma classe trabalhadora veio naturalmente com o desenvolvimento industrial. Em 1900, as minas e indústrias da Hungria empregavam quase 1,2 milhões de pessoas, representando 13% da população.[carece de fontes?]O governo era favorável aos baixos salários para manter os produtos húngaros competitivos no mercado externo e impedir que camponeses pobres se reunissem na cidade para encontrar trabalho. O governo reconheceu o direito de greve em 1884, mas o trabalho sofreu forte pressão política. Em 1890, o Partido Social Democrata foi estabelecido e secretamente formou alianças com os sindicatos. O partido logo alistou um terço dos trabalhadores de Budapeste. Em 1900, as listas de partidos e sindicatos listavam mais de 200.000 membros do núcleo duro, tornando-a a maior organização secular que o país já conheceu.[carece de fontes?]A dieta aprovou leis para melhorar a vida dos trabalhadores industriais, incluindo o fornecimento de seguro médico e contra acidentes, mas se recusou a estendê-los direitos de voto, argumentando que a ampliação da franquia daria a muitos não-húngaros o voto e ameaçaria o domínio húngaro. Após o Compromisso de 1867, o governo húngaro também lançou uma reforma educacional em um esforço para criar uma força de trabalho qualificada e alfabetizada. Como resultado, a taxa de alfabetização subiu para 80% em 1910.[carece de fontes?]A alfabetização elevou as expectativas dos trabalhadores da agricultura e da indústria e os tornou maduros para a participação em movimentos de mudança política e social.
A situação dos camponeses piorou drasticamente durante a depressão no final do século XIX. A população rural cresceu e o tamanho das propriedades agrícolas dos camponeses diminuiu à medida que as terras foram divididas por gerações sucessivas. Em 1900, quase metade dos proprietários de terras do país estava ganhando a vida com lotes pequenos demais para atender às necessidades básicas, e muitos trabalhadores agrícolas não tinham terra. Muitos camponeses optaram por emigrar, e sua taxa de saída atingiu aproximadamente 50.000 anualmente na década de 1870 e cerca de 200.000 anualmente em 1907.[carece de fontes?]Parte da população camponesa caiu de 72,5% em 1890 para 68,4% em 1900.[carece de fontes?]O campo também foi caracterizado por inquietação, à qual o governo reagiu enviando tropas, proibindo todas as organizações de trabalhadores agrícolas e aprovando outra legislação repressiva.
No final do século XIX o Partido Liberal aprovou leis que aumentavam o poder do governo às custas da Igreja Católica Romana. O parlamento ganhou o direito de vetar nomeações clericais e reduziu o domínio quase total da igreja das instituições de ensino da Hungria. Leis adicionais eliminaram a autoridade da igreja sobre uma série de questões civis e, no processo, introduziram procedimentos de casamento civil e divórcio.
O Partido Liberal também trabalhou com algum sucesso para criar um estado unificado e magiarizado. Ignorando a Lei das Nacionalidades, promulgaram leis que exigiam o uso do idioma húngaro no governo local e aumentaram o número de disciplinas escolares ensinadas nesse idioma. Depois de 1890, o governo conseguiu magiarizar eslovacos, alemães, croatas e romenos educados e cooptá-los para a burocracia, roubando assim as nacionalidades minoritárias de uma elite instruída. A maioria das minorias nunca aprendeu a falar húngaro, mas o sistema educacional as conscientizou de seus direitos políticos e de seu descontentamento com a magiarização. As pressões burocráticas e o medo crescente de reivindicações territoriais contra a Hungria após a criação de novos estados-nações nos Bálcãs forçaram Tisza a proibir a "agitação nacional" e a usar o domínio eleitoral para privar as minorias de representação. No entanto, em 1901, os partidos nacionais romeno e eslovaco emergiram sem medo de incidentes de violência eleitoral e repressão policial.

### Situação política e econômica em 1905-1919
Tisza dirigiu o governo liberal até 1890 e, nos catorze anos seguintes, vários primeiros-ministros liberais ocuparam o cargo. O declínio agrícola continuou, e a burocracia não podia mais absorver todos os nobres inferiores e educados que não conseguiam encontrar trabalho em outro lugar. Este grupo deu seu apoio político ao Partido da Independência e ao Partido dos Quarenta e Oito, que se tornaram parte da oposição "nacional" que forçou uma coalizão com os liberais em 1905. O Partido da Independência resignou-se à existência da Monarquia Dual e procurou melhorar a posição da Hungria dentro dela; o Partido dos Quarenta e Oito, no entanto, deplorou o Compromisso de 1867, argumentou que a Hungria permaneceu uma colônia austríaca e pressionou pela formação de um banco nacional húngaro e de uma zona aduaneira independente.
Franz Joseph se recusou a nomear membros da coalizão para o governo até que eles renunciassem às reivindicações de concessões da Áustria relativas às forças armadas. Quando a coalizão finalmente conquistou o poder em 1906, os líderes recuaram da oposição ao compromisso de 1867 e seguiram as políticas econômicas do Partido Liberal. Istvan Tisza - filho de Kalman Tisza e primeiro ministro de 1903 a 1905 - formou o novo Partido Nacional do Trabalho, que em 1910 conquistou uma grande maioria no parlamento. Tisza tornou-se primeiro-ministro pela segunda vez em 1912, depois que surgiram conflitos trabalhistas devido a uma tentativa frustrada de expandir os direitos de voto.
No Tratado de Bucareste (1918), a Áustria-Hungria ganhou suas últimas extensões. Romênia cedida 5.513 km2 para a Áustria-Hungria, dos quais 3.249 km2 foi para a Hungria.

### Cessação

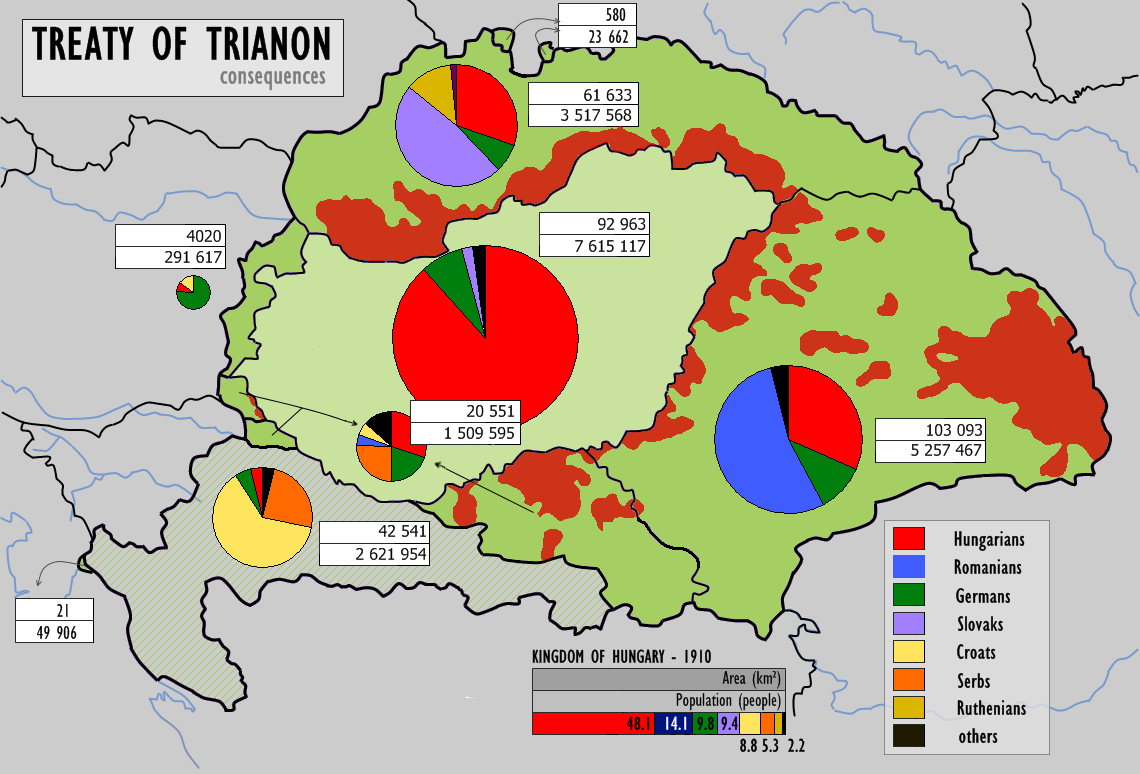
Diferença entre as fronteiras do Reino da Hungria e da Hungria após o Tratado de Trianon.

No final da Primeira Guerra Mundial, a existência da Transleitânia chegou ao fim. Os croatas com outras nações eslavas do sul queriam um estado e status separados igual a austríacos e húngaros na monarquia desde o início da união em 1867 e 1868. Depois de muitas tentativas sempre vetadas pelo lado húngaro, o Conselho de Ministros húngaro, liderado pelo primeiro-ministro húngaro Sándor Wekerle e pelo conde Istvan Tisza, finalmente assinou o manifesto trialista em 22 de outubro de 1918, um dia depois do rei Carlos. Como era muito tarde para reformar a monarquia KuK, em 29 de outubro de 1918, o Parlamento croata (Sabor) em Zagreb unificou terras croatas e encerrou a união e todos os laços com a Áustria e a Hungria (particularmente o artigo -1 do Nagodba de 1868) e decidiu juntar-se ao Conselho Nacional do Estado dos Eslovenos, Croatas e Sérvios (em 1 de dezembro de 1918, uniu-se ao Reino da Sérvia para formar o Reino dos Sérvios, Croatas e Eslovenos). A cidade de Fiume tornou-se Estado Livre de Fiume de vida curta até 1924, quando foi cedida à Itália. Territórios dos condados sul-húngaros de Banat, Bácska e Baranya (a oeste do Condado de Temes, Torontál, Bács-Bodrog e Baranya) como província de Banat, Bačka e Baranja passaram a fazer parte do Reino dos Sérvios, Croatas e Eslovenos.
Desesperado, Charles nomeou Mihály Károlyi, que defendia laços mais frouxos entre a Áustria e a Hungria, como primeiro ministro. Sob o estímulo de Károlyi, o parlamento húngaro encerrou o Compromisso Austro-Húngaro em 31 de outubro de 1918.
Em 13 de novembro, Charles anunciou que aceitou o direito da Hungria de determinar a forma do estado e renunciou ao seu direito de participar da política da Hungria. Ele também libertou os funcionários da metade da monarquia húngara do juramento de lealdade a ele. Embora às vezes seja considerado uma abdicação, Charles evitou deliberadamente usar o termo no caso em que o povo húngaro o recordasse. No entanto, Károlyi e seu governo não estavam dispostos a esperar; proclamaram a República Democrática Húngara em 16 de novembro. O rei Carlos IV, no entanto, nunca abdicou e de 1920 até 1944, o reino restaurado da Hungria foi governado por Miklós Horthy como regente.